# Eugen Schüfftan
Eugen Schüfftan (21 de julho de 1893, Breslau, Silésia, Alemanha agora Wroclaw, Polônia - 6 de setembro de 1977, Nova Iorque) foi um cineasta alemão que venceu o Oscar de melhor fotografia em preto & branco (1962). 
Ele inventou o "Efeito Schüfftan", uma técnica de efeito especial que emprega espelhos para inserir a imagem de atores em cenários em miniatura. Ele usou o processo no célebre filme Metrópolis (1927), dirigido por  Fritz Lang. Muito popular na primeira metade do século XX, a técnica foi suplantada pelas "pinturas/projeções de fundo" e a moderna tela azul.
Schüfftan venceu o Oscar de 1962 por "Melhor fotografia em preto & branco" com o filme The Hustler.